# Schriftlinie

Typografische Linien und Höhen

Die Schriftlinie (auch Grundlinie) ist in der Typografie die Standlinie der Versalien und Kleinbuchstaben des Lateinischen Schriftsystems und ähnlich strukturierter Schriftsysteme. Der Raum über der Schrift- oder Standlinie ist dort für Mittelhöhen, Oberlängen und Akzente, der Raum darunter für die Unterlängen vorgesehen.
In einigen Schriften des Indischen Schriftenkreises, wie Devanagari, ist sie die Linie, an der die Oberkanten der Grundbuchstaben ausgerichtet werden, während diakritische Zeichen (speziell Vokalzeichen) oberhalb dieser Linie angeordnet werden können.

## Standards
In einigen Ländern gibt es verpflichtende Festlegungen oder Standards für die Schriftlinie. Bei vielen Schriftgießereien jedoch wird das x genau in die Mitte des Kegels gestellt, so dass für Ober- und Unterlängen derselbe Raum bleibt. Nach diesem Prinzip werden beispielsweise alle Schriften der Monotype Corporation hergestellt. Der Fotosatz verlangt identische Relationen bei allen Schriftgraden, weil hier für alle oder mehrere Grade dasselbe Negativ benutzt wird, jedenfalls muss vor Beginn der Zeichnung die Schriftlinie genau festgelegt werden.

### Normalschriftlinie
In Deutschland gilt die sogenannte Normalschriftlinie, die für jeden Grad eine andere Relation der Unterlängen zu den Mittelhöhen und Oberlängen vorsieht. 
Lange Zeit waren die Erzeugnisse von Schriftgießereien untereinander nicht kompatibel. Alle hatten ihren eigenen Standard und nur Produkte der eigenen Herstellung waren miteinander austauschbar. Das Hauptproblem dabei war, dass zwei verschiedene Schriften unterschiedlicher Hersteller zwar dieselbe Kegelhöhe haben konnten (zum Beispiel 24 Punkt), aber nebeneinanderstehend nicht die gleiche Schriftlinie haben mussten. Das war in der Praxis des Schriftsatzes schwer zu handhaben, weshalb man sich in Deutschland 1905 unter anderem auf Vorschlag der Schriftgießerei Genzsch & Heyse, A.G. auf die sogenannte „Deutsche Normalschriftlinie“ einigte.
Für einen bestimmten Schriftgrad wurde der vertikale Raumbedarf der Ober- und Unterlängen in Prozent der Kegelhöhe festgelegt. So wurde die Schriftlinie genau definiert. Viele existierende Schriften mussten allerdings umgezeichnet werden, da sich ihre ursprünglichen Entwürfe nicht mit dem nach der Vereinheitlichung zur Verfügung stehenden Raumbedarf in Einklang bringen ließen.
Wichtig für die Austauschbarkeit war aber auch die Kegelhöhe. Das ist die Höhe des gesamten Schriftkegels (also nicht der Seite, auf dem das Schriftbild steht, sondern die Höhe des stehenden Schriftkegels), gemessen bei 20 °C. Die Deutsche Höhe (auch Leipziger Höhe genannt) war die genormte Schrifthöhe von 66 Punkt, im Gegensatz zur weiter verbreiterten Normalhöhe mit 62 2⁄3 Punkt.
Die Normalschriftlinie belässt der Unterlänge einen Raum von 20 bis 27 Prozent des Kegels bei den verschiedenen Schriftgraden, und bei der Schriftenherstellung müssen deshalb die Unterlängen mehrfach geändert werden. Ein weiterer Nachteil der Normalschriftlinie besteht darin, dass bei einigen Graden den Unterlängen zu wenig Raum bleibt und besonders der untere Schwung des g eingezwängt und verkümmert wirkt.